# Étienne Ca
Pour les articles homonymes, voir Ca.
Etienne Cá, également connu sous le pseudonyme Daetienne, né le 6 mars 1997 à Écully dans le Rhône est un joueur français de basket-ball et vidéaste web. Pendant sa carrière, il évolue aux postes de pivot et d'ailier fort.

## Biographie

### Carrière sportive
Lors du championnat espoirs 2017-2018, il finit premier à l'évaluation (21,6), deuxième aux points marqués (18,5 points par match), sixième aux rebonds (8,2) et finit dans le cinq idéal de ce championnat. Toujours lors de cette saison espoir, il réalise un match à 51 d'évaluation en 28 minutes : 34 points à 16 sur 17 aux tirs et 15 rebonds. Il joue deux matchs en Pro A en 2017-2018 pour 8,5 points par matchs, dont un match ou il signe 14 points contre Boulazac,. Il signe son premier contrat professionnel pour la saison 2018-2019 avec l'Élan Chalon.

#### Retraite sportive
En février 2022, alors âgé de 24 ans, il met un terme à sa carrière professionnelle à la suite d'une blessure trop handicapante au poignet.

### Autres activités
Il est également connu sous le pseudonyme Daetienne avec ses vidéos sur le réseau social TikTok où il comptabilise plus de deux millions d’abonnés.

## Clubs successifs
- ?-2016 :  LyonSo (Nationale 2)
- 2016-2020 :  Élan sportif chalonnais (Espoir puis Pro A)
- 2020-2021 :  Olympique d'Antibes (Pro B)